# Ramazan Karimov
Ramazan Karimov (en kazajo: Рамазан Ерікұлы Кәрімов; Astana, 5 de julio de 1999) es un futbolista kazajo que juega en la demarcación de delantero para el FC Astana de la Liga Premier de Kazajistán.

## Selección nacional
Tras jugar con la selección de fútbol sub-19 de Kazajistán y la sub-21, hizo su debut con la selección absoluta el 28 de marzo de 2021 en un partido de clasificación para la Copa Mundial de Fútbol de 2022 contra Francia que finalizó con un resultado de 0-2 a favor del combinado francés tras un gol de Ousmane Dembélé y un autogol de Sergey Malyi.

## Clubes
| Club               | País       | Año       | Partidos | Goles |
| ------------------ | ---------- | --------- | -------- | ----- |
| FC Astana "B"      | Kazajistán | 2017-2019 | 81       | 45    |
| FC Astana          | Kazajistán | 2018-2019 | 1        | 1     |
| FC Caspiy (cedido) | Kazajistán | 2020      | 2        | 0     |
| FC Astana          | Kazajistán | 2020      | 3        | 0     |
| FC Caspiy (cedido) | Kazajistán | 2021      | 18       | 3     |
| FC Maktaaral       | Kazajistán | 2022-2023 | 53       | 19    |
| FC Astana          | Kazajistán | 2024-     | 32       | 3     |